# Sam Chui
Ne doit pas être confondu avec Sam Choy.
Sam Chui, né le 7 novembre 1980 à Pékin, est un vlogueur, photographe et auteur australien d'origine chinoise, spécialisé dans le domaine de l'aviation et des voyages. Il a écrit quatre livres, Air 1, Air 2, Air 3 et Air747. Chui est également vidéaste sur YouTube,.

## Biographie

### Jeunesse
Il naît le 7 novembre 1980, à Pékin (Beijing), en Chine.

### Carrière

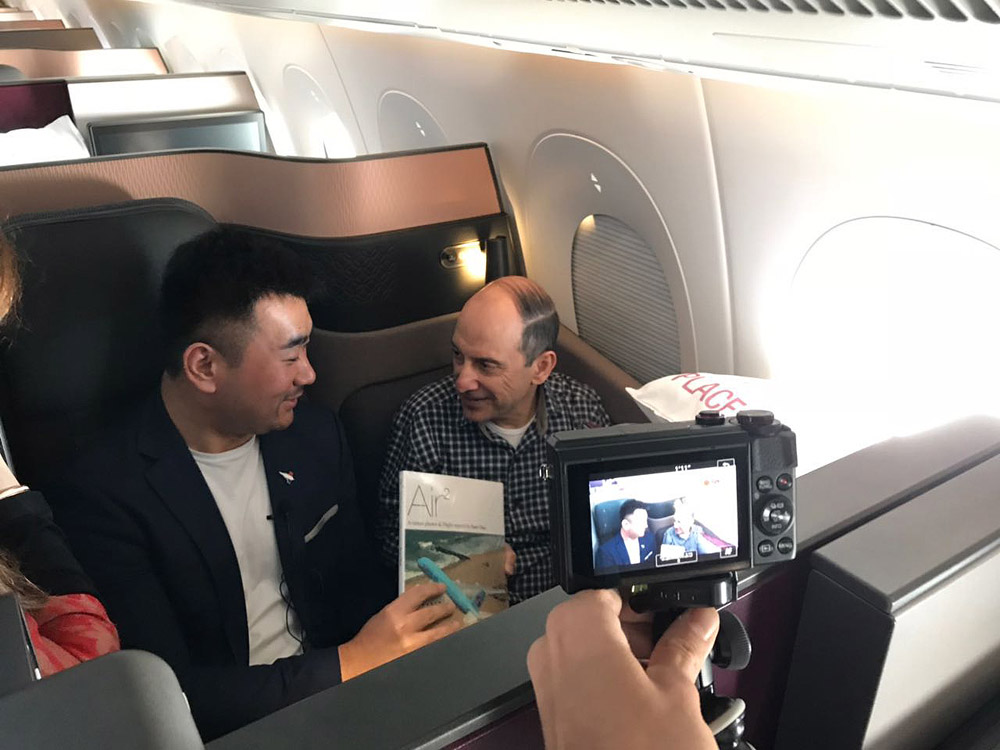
Chui avec Akbar Al Baker, PDG de Qatar Airways, présentant son livre Air 2 lors du tournage de son vlog à bord d'un Airbus A350 XWB de Qatar Airways.

En 1999, Chui lance un site internet, publiant des photos d'avions. Il s'élargit ensuite pour inclure l'actualité concernant l'aviation. En 2007, il lance sa chaîne YouTube et devient célèbre. Certaines de ses vidéos comptent plus de 60 millions de vues. Chui voyage dans plus de 100 pays et effectue plus de 2 000 vols. Il parcourt plus de 300 000 miles (482 800 km) chaque année pour tester des vols et partager ses avis.
En 2019, Chui est invité à bord d'un jet privé Boeing 747 SP appartenant auparavant à la famille royale qatarie et il vole de Hamilton, au Canada, à Marana, en Arizona, en tant que seul passager. En 2019, il s'envole pour Rome à bord d'un Boeing 747 d'El Al.
Chui porte un intérêt fort au Boeing 747. Il a parcouru plus d'un million de miles sur 279 vols 747 et a volé sur toutes les variantes commerciales du 747 auprès de 37 opérateurs du monde entier. Son premier vol sur un Boeing 747 a eu lieu en 1993 à bord du vol 800 d'United Airlines reliant Hong Kong à Tokyo Narita. Chui vole sur 180 types d'avions de 240 compagnies aériennes. Il vole de New York à Londres sur le Concorde, atterrit sur un glacier en Nouvelle-Zélande, visite Lukla au Népal et prend le plus long vol sans escale de Singapour à Newark. Il est le seul passager à bord du seul Boeing 787 Dreamliner privé au monde. Chui obtient sa licence de pilote privé aux États-Unis en juillet 2021.

## Controverses
En 2022, plusieurs journaux rapportent que Chui aurait, par son comportement, fait suspendre un pilote en chef de Nepal Airlines, Vijaya Lama, qui l'aurait laissé accéder au poste de pilotage afin de réaliser une vidéo, ce qui est interdit pour des raisons de sécurité. Les autorités népalaises de l'aviation civile ouvrent une enquête durant laquelle Lama est mis à pied. Ce dernier nie ces allégations dans une interview ultérieure,,.
	En mai 2023, Chui viole les réglementations sur les opérations aériennes de Taïwan en entrant dans le poste de pilotage du vol inaugural de Starlux entre Taipei et Los Angeles. L'avion est piloté par le fondateur et président de Starlux, Chang Kuo-wei, qui encourt une amende de 60 000 nouveaux dollars de Taïwan pour violation des règles de sécurité,,.

## Publications
- Air 1 – Sam Chui AirPhotos, édition limitée Zkoob, 2008
- Air 2 – Photos d’aviation et rapports de vol, Pixelium, 2012
- Air 3 – Photos d’aviation et expériences de vol, Presse Astral Horizon Aviation, 2014
- Air 747 : Vivre la passion : le Jumbo Jet de Boeing, Presse Astral Horizon Aviation, 2020